# 亞勒腓
亞勒腓（[Ἁλφαίου] 错误：{{Langx}}：無法辨識代碼 elc（帮助）），是一個出現在《新約》中的人名，它是一個希臘文名字，與它對應的希伯來文名字為革羅罷。在新約中，名叫亞勒腓的人有三個──使徒馬太的父親，使徒雅各的父親，以及使徒猶大的父親。

## 名稱
希伯來文名字革羅罷，可直譯為希臘文的亞勒腓。但是學者對於亞勒腓這個名字，其字根是否源起於希伯來文，仍然有所爭議。

## 身份

### 馬太
《馬可福音》中提到一位耶穌的門徒，亞勒腓的兒子利未，是一位稅吏。傳統上認為，這邊的利未，是使徒馬太的另一個名字。

### 雅各
在十二使徒中，使徒雅各，被稱為亞勒腓的兒子。

### 猶大
在《馬可福音》中，亞勒腓的兒子雅各和使徒猶大被連在一起。有人認為，這邊應該連起來讀。因此使徒猶大與使徒雅各是兄弟，他們的父親名叫亞勒腓。